# Maria Trabucchi

Maria Trabucchi Clementi

Maria Trabucchi Clementi (Verona, 28 febbraio 1909 – Verona, 17 settembre 2005) è stata una filantropa italiana.

## Famiglia
Figlia di Marco Trabucchi (avvocato, fondatore dell'Istituto Artigianelli con Giovanni Battista Piamarta e zio di Alessandro Trabucchi) e di Maria Zamboni (sorella del filosofo Giuseppe Zamboni) era sorella di Giuseppe, Emilio, Alberto e Cherubino. Nel 1931 sposa l'Avvocato Aurelio Clementi, dirigente della Cassa di Risparmio di Verona, con il quale ebbe sei figli.

## Attività

Maria Trabucchi Clementi nella Casa della Carità

Maria Trabucchi con il fratello Emilio dal Console del Giappone

Nata a Verona in un ambiente cattolico, abitò sempre in questa città e si impegnò socialmente ispirandosi alla fede cristiana e all'esempio della sua famiglia.
Dal 1935 è attiva con le Visitatrici Ospedaliere in Ospedale e in Carcere a Verona ma è al termine della Seconda Guerra Mondiale che si concretizza ancor di più il pensiero di Maria e delle amiche che con lei volevano aiutare al prossimo. Con altre figure femminili (Maria Bottagisio, Maria Marchi, Emilia Uberti, Giovanna Biasi, Matilde valerio, Giusi Dalle Ore, Maria Buffatti, Remit Ravignani, Ada de Bosio) fonda la sezione veronese del CIF (Centro Italiano Femminile), l’ANDE  (Associazione Italiana Donne Elettrici) di Verona. Infatti, appena finita la guerra aprì nella Stazione di Verona Porta Nuova  una postazione per accogliere i soldati che rientravano dalla prigionia, offrendo un primo ristoro e indicazioni per ritornare alle famiglie. Nel 1946 prende vita il suo progetto di sostegno ai giovani in difficoltà e per un certo periodo opera con Mamma Silvia nella casa di via Provolo a Verona oltre a prestare assistenza ai reduci di guerra presso la Stazione Ferroviaria di Verona.
Nel 1948 con Irene de Stefani e Marina Bortolani promuove e realizza la "Casa della Carità", con le volontarie della Società di San Vincenzo de' Paoli, un centro di accoglienza ed assistenza per le persone bisognose di cibo, vestiario e possibilmente anche un lavoro: ceduta nel 1968 alle Suore della carità, è attiva ancora oggi in lungadige Matteotti. Con l'aiuto del marito poi acquista una casa, nominata "Casa Pax", per ospitare le ragazze-madri, che già seguiva singolarmente. Queste ragazze madri erano allontanate dalla famiglie che ne rifiutavano le maternità, Maria si adoperò, con lo spirito tipico della sua famiglia, per offrire ospitalità e assistenza in un ambiente protetto e famigliare sia ai bambini sia alle madri impegnandosi per trovare un futuro attraverso lo studio o un lavoro e in alcuni casi un matrimonio.
Nel 1955 sempre con le amiche Maria Buffatti e Maria Bottagisio fonda "Salviamo il Fanciullo" ad Arbizzano per accogliere i bambini orfani di guerra, per rimanere fedele alle sue parole «Non si può passare in mezzo a tanto strazio e restare indifferente. Almeno, io non sono stata capace.».
Nel 1974 partecipa alla Consulta delle Associazioni Femminili. Nel 1991 avuta una donazione da due sorelle veronesi per dare un rifugio a chi dormiva per strada realizza, in buona parte attraverso i suoi sacrifici economici, un dormitorio con 16 posti letto, in via Villa a Verona e successivamente ottiene in comodato dal Comune di Verona due appartamenti, da destinare a persone senzatetto. Negli stessi anni - come già fece suo fratello Emilio a Milano - in altri due appartamenti ospita studenti stranieri, nullatenenti, ma capaci e meritevoli affinché - garantendo loro vitto, alloggio e una vita famigliare - si impegnarsi per conseguire una laurea. Nel 1993 supporta la nascita del CESAIM "Centro Salute Immigrati", tuttora operante.
Il 19 aprile 2002 il Sindaco di Verona Michela Sironi le conferì la Medaglia della Città di Verona.
Nonostante l'età avanzata non si è mai fermata, ponendo sempre attenzione alla società, alle problematiche degli immigrati e dei giovani. Il suo operare è stato caratterizzato non solo da una fede religiosa senza incertezze, ma anche da una assoluta fiducia negli altri, che aiutava senza alcuna riserva.
Nel 2021 cinque rotonde su Corso Milano sono state dedicate a donne illustri di Verona tra cui Maria Trabucchi. 